# Germanusné Kajári Kató
Germanusné Kajári Kató, Kajári Katalin Borbála; Aisha (Budapest, 1903. augusztus 28. – Budapest, 1991. március 28.) írónő, Germanus Gyula második felesége.

## Életútja
Kajári László és Blum Margit leánya. Első férje a nála három évvel idősebb Ranschburg György üzletvezető, magánhivatalnok volt, akivel 1926. május 27-én Budapesten, a Terézvárosban kötött házasságot. Férje a bíróilag megállapított adat szerint 1944. december 15-én elhunyt. Germanus Gyulával az 1938-as könyvnapon találkozott először. Hamarosan tanítványa, munkatársa, majd házastársa lett. Az 1950-es években férjét elkísérte indiai előadássorozatára. 1991. április 12-én helyezték örök nyugalomra a Farkasréti temetőben az iszlám vallás szertartása szerint, férjével és kisfiával közös sírba (1-38/39). A temetésről Antall József miniszterelnök gondoskodott, aki Germanus tanítványa és a Germanus-hagyaték örököse volt. Az ő felkérésére Mihálffy Balázs sejk végezte a temetési szertartást, az elhunyt végakarata szerint.

## Művei
- Kajári Kató: Tiszavirág. Egy szerelem regénye; Rózsavölgyi, Budapest, 1938
- Germanusné Kajári Kató: Kelet vándora. Visszfény; Magvető, Budapest, 1985 (Tények és tanúk)